# Halo 4
Halo 4 is het achtste deel in de Halo-serie ontwikkeld door Halo Studios voor de Xbox 360. Halo 4 is het eerste deel van een nieuwe trilogie binnen de serie, namelijk Halo 4, 5 en 6, onder de naam "Reclaimer Trilogy". De voorgaande spellen zijn door Bungie ontwikkeld, maar deze nieuwe trilogie ligt in de handen van Halo Studios. Het spel speelt zich af na Halo 3, maar de overgang tussen Halo 3 en 4 is niet geheel soepel en het spel Halo: Spartan Assault vertelt de overgang tussen deze twee titels. Het spel kwam op 6 november 2012 uit.

## Multiplayer
De multiplayer van Halo 4 heeft meerdere veranderingen ondergaan in vergelijking met zijn voorganger. Zo is sprinten, als in Halo: Reach, een standaardoptie in Halo 4. Daarnaast zijn de plekken waar wapens spawnen willekeurig geworden, zo'n plek heet een "ordnance drop".

### Spartan Ops
Er is een nieuwe modus bij gekomen, genaamd Spartan Ops. Dit is de nieuwe versie van de "Firefight"-modus. Iedere week is er een nieuwe episode beschikbaar, zo'n episode bestaat uit 5 individuele missies.